# 대륙붕

대륙붕(大陸棚, continental shelf)은 수심이 35m ~ 240m인 대륙의 연장 부분으로 해수면의 상승과 파도의 침식작용에 의해 운반된 퇴적물이 쌓여서 만들어진 지형으로, 쉽게 설명하자면, 영해의 밖에 있는 비교적 얕은 공해의 해저 부분을 말한다.
해양 전체 면적의 8%에 불과하지만 수산, 광산 자원이 풍부하다. 생물의 종류는 매우 많고, 그 양은 해양 전체의 거의 절반을 차지한다. 대륙붕을 구성하는 퇴적물은 그 지역의 기후와 해수면의 변화와 관련이 있으며 천연가스나 석유 같은 지하자원이 매장되어 있는 경우가 많다.

## 대륙붕조약
제2차 세계 대전 이후에 대륙붕의 석유·천연 가스 등 지하 자원의 개발이 시작되었다. 그때까지의 국제법에는 대륙붕의 자원 개발에 적용할 만한 규약이 없었으므로 1945년 미국 대통령 해리 S. 트루먼의 '미국 주위의 대륙붕의 자원은 미국에 속한다'는 트루먼 선언 이후 각국은 잇달아 이 같은 선언을 발표하였다. 이러한 선언 확산은 1958년의 대륙붕 조약을 탄생시키게 되었다.
'대륙붕에 관한 조약'이 체결되어 연안국에게 이 해저자원에 대한 특별한 권리를 인정하는 새로운 제도가 수립되었다. 이에 의하면 연안국이 특별한 권리를 갖는 대륙붕의 범위는 해안으로부터의 거리에 의하지 않고 바다의 깊이에 따라서 결정하도록 했다. 대체로 영해의 밖에 있는 수심 200m 이내의 얕은 해저로 붕상(棚狀)을 이루는 곳을 대륙붕이라고 하는데, 그보다 더 깊은 경우에도 개발이 가능할 때에는 그것도 포함하도록 되어 있다.
연안국은 대륙붕의 천연자원을 조사·개발하는 데 필요한 모든 권리를 갖게 되는 것이나 그 권리는 해저에만 국한되므로, 대륙붕 상부의 수역과 그 상공은 종전대로 공해(公海)로서 각 국민이 자유롭게 사용할 수 있도록 개방되어 있다.
연안국의 관리하에 두는 대륙붕의 천연자원으로는 광물 등 지하자원 외에 대륙붕 위에 정착하는 산호·패류(貝類)·해초류 등의 생물자원도 포함된다. 연안국은 이들 자원을 자국(自國)에서 개발해도 좋으며 요금은 징수하고 타국에 개발을 의뢰해도 무방하다. 또한 최근에는 대륙붕보다 더 깊은 해저의 자원도 개발할 수 있게 되었다. 그리하여 유엔에서는 심해 해저자원이 인류 전체의 이익을 위하여 개발돼야 하며 또한 심해해저가 군사적으로 이용되지 않도록 하는 제도를 만들기 위해 이 문제를 연구하기 시작하고 있다.

## 범위
영해 밖으로 육지영토의 자연적 연장에 따라 대륙변계의 바깥끝까지 또는 대륙변계의 바깥끝이 200해리에 미치지 않는 경우 200해리까지의 해저지역의 해저와 하층토. 단, 대륙변계의 바깥끝이 200해리를 넘더라도 영해기선으로부터 350해리를 초과할 수 없다.

## 법적지위
- 탐사 및 천연자원의 이용 및 처분권(주권적 권리)
- 타국은 연안국의 동의 없이 이용 불가(배타적 권리)
- 별도의 법률제정 없이도 원시 취득(시원적 권리) 대륙붕의 범위

## 한국의 대륙붕 협정 현황
-한일 대륙붕 협정(1974년 체결, 1978년 발효):1974년 1월 30일 한국과 일본 두 나라가 대륙붕 협정을 맺었다. 2개 협정, 5개 부속 문서로 이루어진 대륙붕 협정의 골자는 오키나와 해구가 시작되는 지점(북위 32도 10분)의 북부지역의 경계획정에서 제주도 남부 해역까지 공동개발구역을 지정한다. 공동개발구역을 6개의 소구역으로 분할하여 각 소구역을 공동개발, 동 구역에서 산축되는 자원은 양 당사국에 동등하게 분배, 협정 발효후 50년(2028년)까지 유효하며 그 후 일방 당사국이 서면통고 한 후 3년 뒤 종료된다는 핵심이다.
사실상 분쟁의 초점이었던 7광구 영유권 주장을 서로 덮어둔 채 해저 자원 공동개발에 합의한 것이다.

## 같이 보기
- 배타적 경제 수역